# Mastino I della Scala
Mastino I della Scala (fallecido el 26 de octubre de 1277), nacido Leonardo o Leonardino, fue un aristócrata italiano que fundó la casa Scaligeri de los Señores de Verona.

## Biografía

### Orígenes y ascenso
Mastino era hijo de Jacopino della Scala y hermano de Alberto I della Scala, su eventual sucesor. Junto con el resto de su familia, Mastino era partidario del líder gibelino Ezzelino III da Romano, para quien Mastino sirvió como podestà de Cerea en 1258, y de la propia Verona desde enero de 1259. Cuando Ezzelino murió en 1259, los gremios veroneses eligieron a Mastino para el cargo de podestà del popolo. 

### Gobierno y conflictos
Aunque era el líder de facto de la ciudad, Mastino no tenía un solo título o cargo que lo designara como tal; más bien ocupó diferentes altos cargos a través de los cuales ejerció su influencia sobre la comuna veronesa. De 1261 a 1269 fue podestà de la Casa dei Mercanti, cargo que le otorgaba el control de toda la producción y el comercio de la ciudad, cargo que compaginó a partir de 1262 con el de capitán del pueblo. Las políticas de Mastino continuaron las de Ezzelino, manteniendo a raya a la facción güelfa y a otros exiliados y asegurando la estabilidad política y económica.
En 1264, dirigió al ejército veronés en la conquista de Lonigo y Montebello, amenazando Vicenza. También logró anexionarse poco después las tierras del obispo de Trento. Mastino también logró un acuerdo con la República de Venecia que otorgaba a los veroneses libre acceso al comercio en el río Adigio y firmó un tratado de paz con la ciudad güelfa de Mantua.
En 1267, cuando Conradino, último de los Hohenstaufen, descendió a Italia para reconquistar el Reino de Sicilia, Mastino se alió con él. El papa Clemente IV, aliado del entonces rey de Nápoles, Carlos I de Anjou, excomulgó a Conradino y a todos sus partidarios gibelinos, incluyendo a Mastino y a la propia Verona. La excomunión solo se levantó cuando, unos años después, 166 cátaros capturados en Sirmione fueron quemados vivos públicamente en la Arena.
Durante la ausencia de Mastino, estalló una guerra civil, incitada por los condes de San Bonifacio, quienes lograron capturar la mayoría de las guarniciones de Scaliger. El hermano de Mastino, Bocca, murió durante la lucha. Sin embargo, la reacción de Mastino fue firme y pronto derrotó a los rebeldes. También logró imponer a su hermano Alberto como podestá de Mantua, que había sido el tradicionalmente partidario de los exiliados veroneses anti-Scaligeros.

### Asesinato y sucesión
Mastino fue asesinado en Verona en octubre de 1277 por un miembro de la [[aristocracia local que era contrario al gobierno de los Scaligeri; la supuesta participación de Alberto en la conspiración no está probada.
El propio Alberto, ya designado como sucesor de su hermano como potestas mercartorum desde 1269, fue inmediatamente elegido para suceder a Mastino como capitán vitalicio y rector de la ciudad, consolidando así Verona como señorío (signoria).. Verona permaneció bajo el dominio de la Casa della Scala hasta 1387.

## Sucesión
| Predecesor: Ezzelino III da Romano (1226-1259) | Señor de Verona 1259 - 1277 | Sucesor: Alberto I della Scala (1277-1301) |

- Datos: Q1346426
- Multimedia: Mastino I della Scala / Q1346426